# Gerrit van der Veenlaan 18 (Baarn)
Deze villa aan de Gerrit van der Veenlaan 18 is een gemeentelijk monument in Baarn in de provincie Utrecht. Het huis staat in het Wilhelminapark dat onderdeel is van  rijksbeschermd dorpsgezicht Prins Hendrikpark e.o.
De villa heeft een kantoorfunctie. De ingang aan de achterzijde heeft huisnummer 18, die aan de voorzijde 18A.

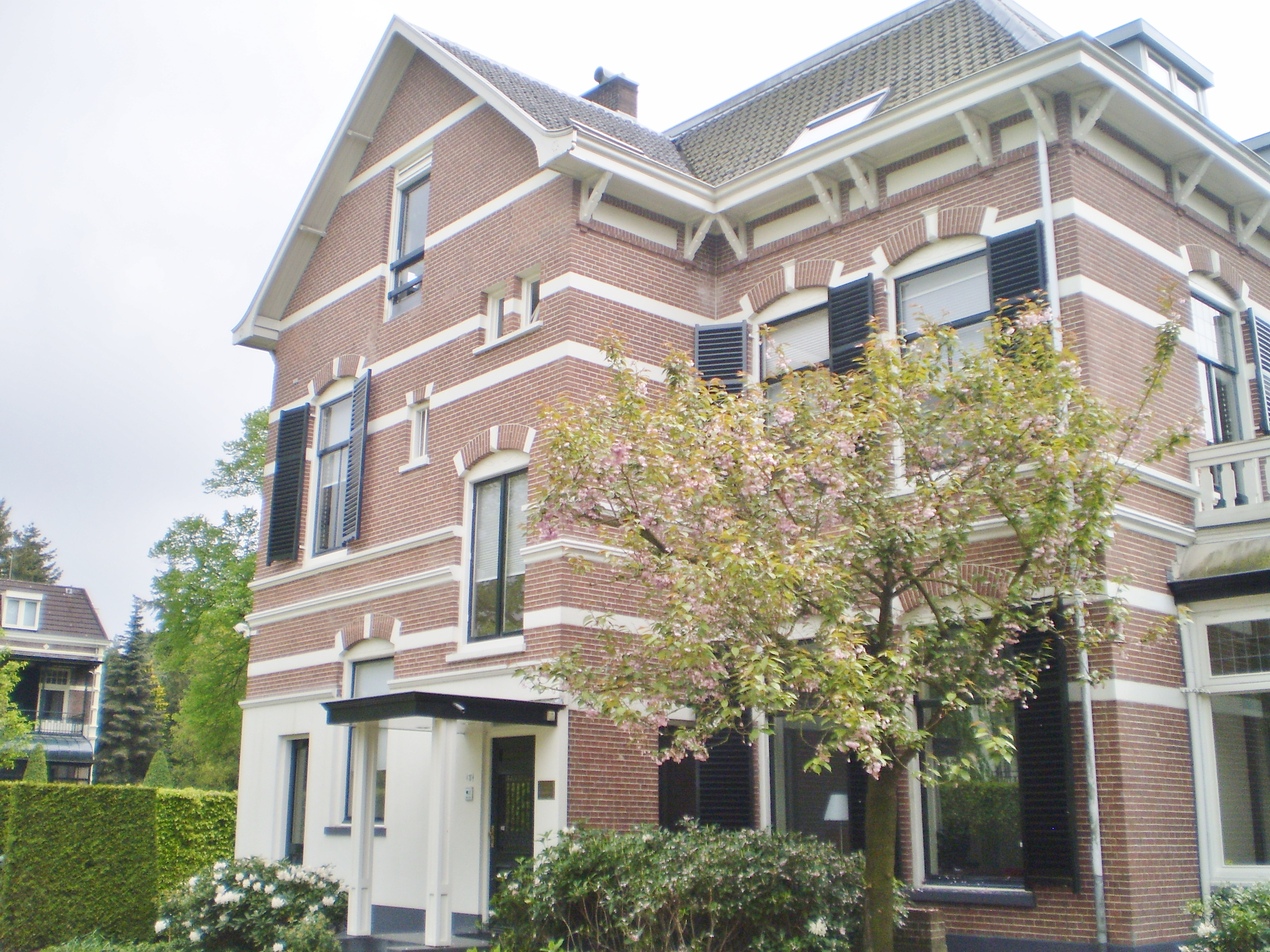
Gerrit van der Veenlaan 18: achterzijde